# Picón Bejes-Tresviso
Der Gamoneu oder Gamonedo ist ein Blauschimmelkäse aus Kuh-, Schaf- und Ziegenmilch, der in den Gemeinden Potes, Pesaguero, Cabezón de Liébana, Camaleño, Castro Cillorigo, Tresviso und Vega de Liébana im Kreis Liébana sowie die Gemeinde Peñarrubia in der Autonomen Gemeinschaft Kantabrien hergestellt wird. Er ist seit 1996 ein Produkt mit geschütztem Ursprung.